# Tomás Reynoso
Tomás Reynoso Juárez (12 de diciembre de 1935-9 de septiembre de 2021) fue un futbolista mexicano que jugaba de defensor.

## Trayectoria
Era apodado "Fumanchú" y estuvo bajo contrato con el Club Necaxa, que entonces todavía tenía su sede en la capital, de 1955 a 1967. Tuvo aún más éxito con su segundo club, el Deportivo Toluca, aunque solo estuvo con ellos por tres años, desde 1967 hasta el final de su carrera en 1970.

## Palmarés

### Títulos nacionales
| Título               | Equipo | País   | Año     |
| -------------------- | ------ | ------ | ------- |
| Copa México          | Necaxa | México | 1959-60 |
| Copa México          | Necaxa | México | 1965-66 |
| Campeón de Campeones | Necaxa | México | 1965-66 |
| Primera División     | Toluca | México | 1967-68 |
| Campeón de Campeones | Toluca | México | 1967-68 |

### Títulos internacionales
| Título                           | Equipo | País       | Año  |
| -------------------------------- | ------ | ---------- | ---- |
| Copa de Campeones de la Concacaf | Toluca | Nueva York | 1968 |